# ペドロ・アメリコ
ペドロ・アメリコ・デ・フィゲイレド・エ・メロ（Pedro Américo de Figueiredo e Melo, 1843年4月29日 - 1905年10月7日）は、ブラジルのアカデミック絵画の画家、著作家、美術教師。

## 生涯
アメリコはパライバ州アレイア（Areia）に生まれた。1854年、リオデジャネイロ市に移り、そこで奨学金を得て、帝国美術学校（Academia Imperial de Belas Artes）に学んだ。さらに勉強するため、ヨーロッパに渡り、パリでドミニク・アングル、ジャン＝イポリット・フランドラン、アントワーヌ・シャルル・オラース・ヴェルネの弟子となった。アメリコの絵は多くの称賛を得て、1868年にはブリュッセル自由大学（Université Libre de Bruxelles）で科学の博士号を取得した。
ブラジルに戻ると、一連の傑作を制作しはじめた。その中には、ブラジル全土であまねく知られている、ペドロ1世がポルトガルからの独立を宣言した、その瞬間を描いた『独立か死か!』が含まれる。この作品は数十年前から小学校の歴史の本に掲載されている。アメリコはフィレンツェとリオデジャネイロの両都市で、講師および美学史家としても活躍した。
アメリコはマヌエル・デ・アラウホ・ポルト＝アレグレ（Manuel de Araújo Porto-alegre）の娘、カルロタ・デ・アラウホ・ポルト＝アレグレ（1844年 - 1918年）と結婚した。共和制の宣言とともに、1890年には、国会議員にも選ばれた。
1905年、フィレンツェで没した。

## 作品

『独立か死か!』(1888) ブラジル国立美術館蔵
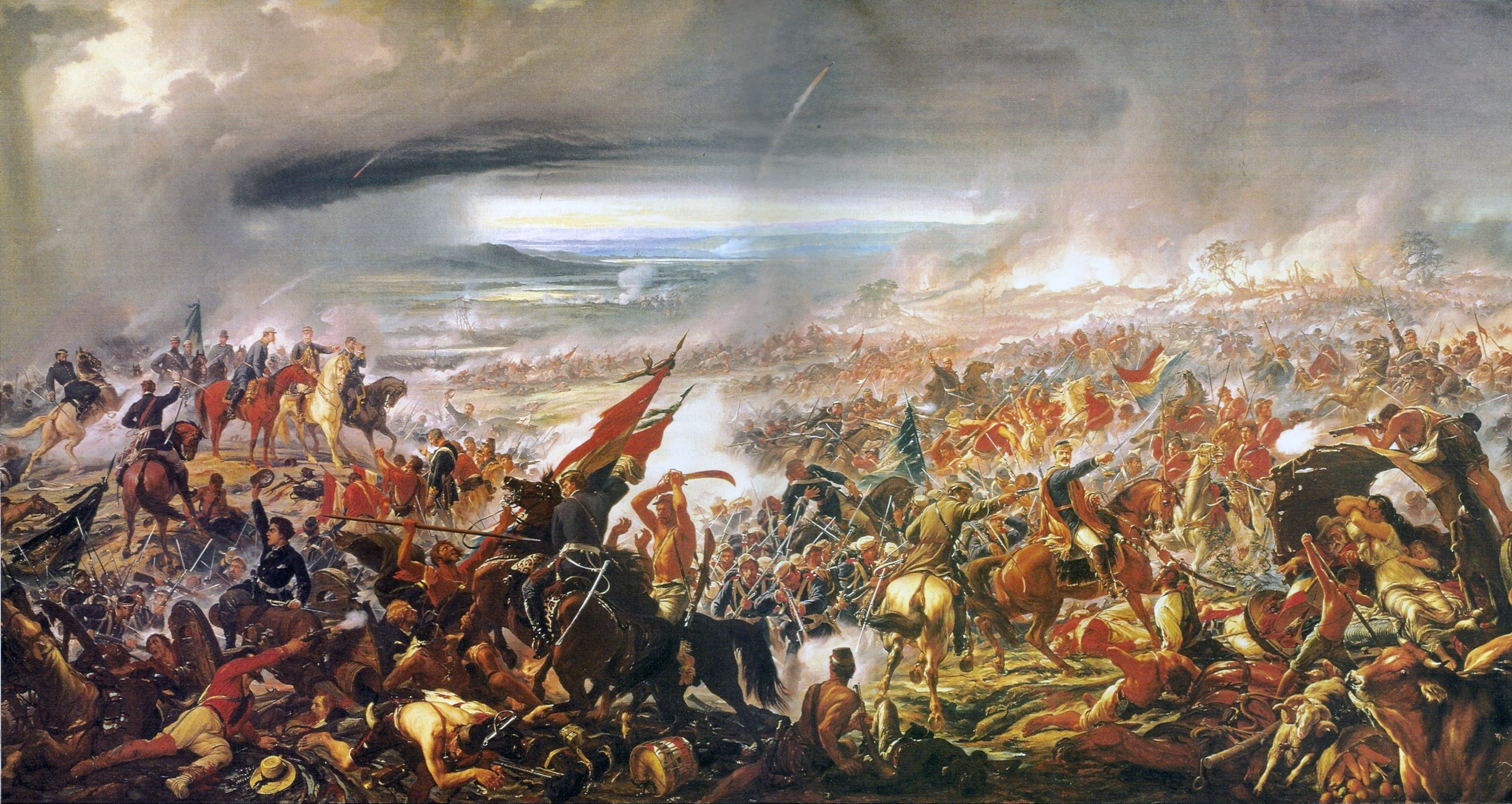
『パラグアイ戦争のAvaíの戦い』(1872/1877) ブラジル国立美術館蔵
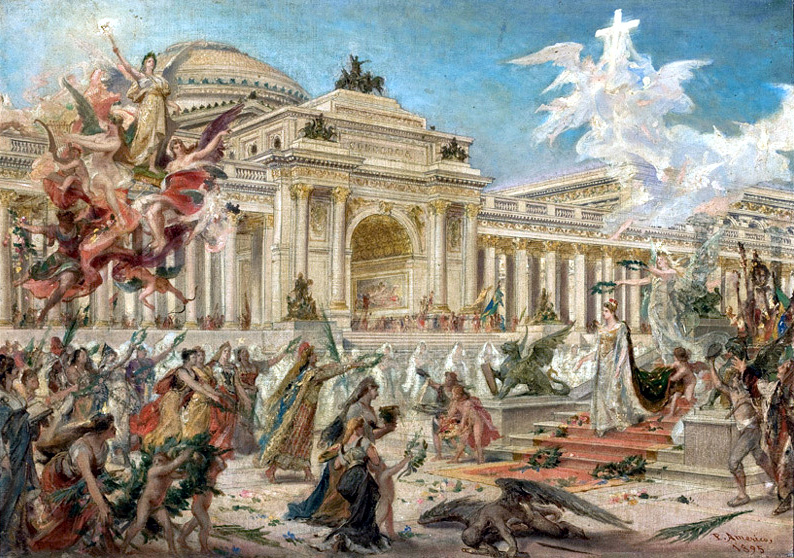
『自由と統一』(1895) サンパウロ美術館蔵

『愛と勉学の守護神に付き添われた夜』(1886) ブラジル国立美術館蔵
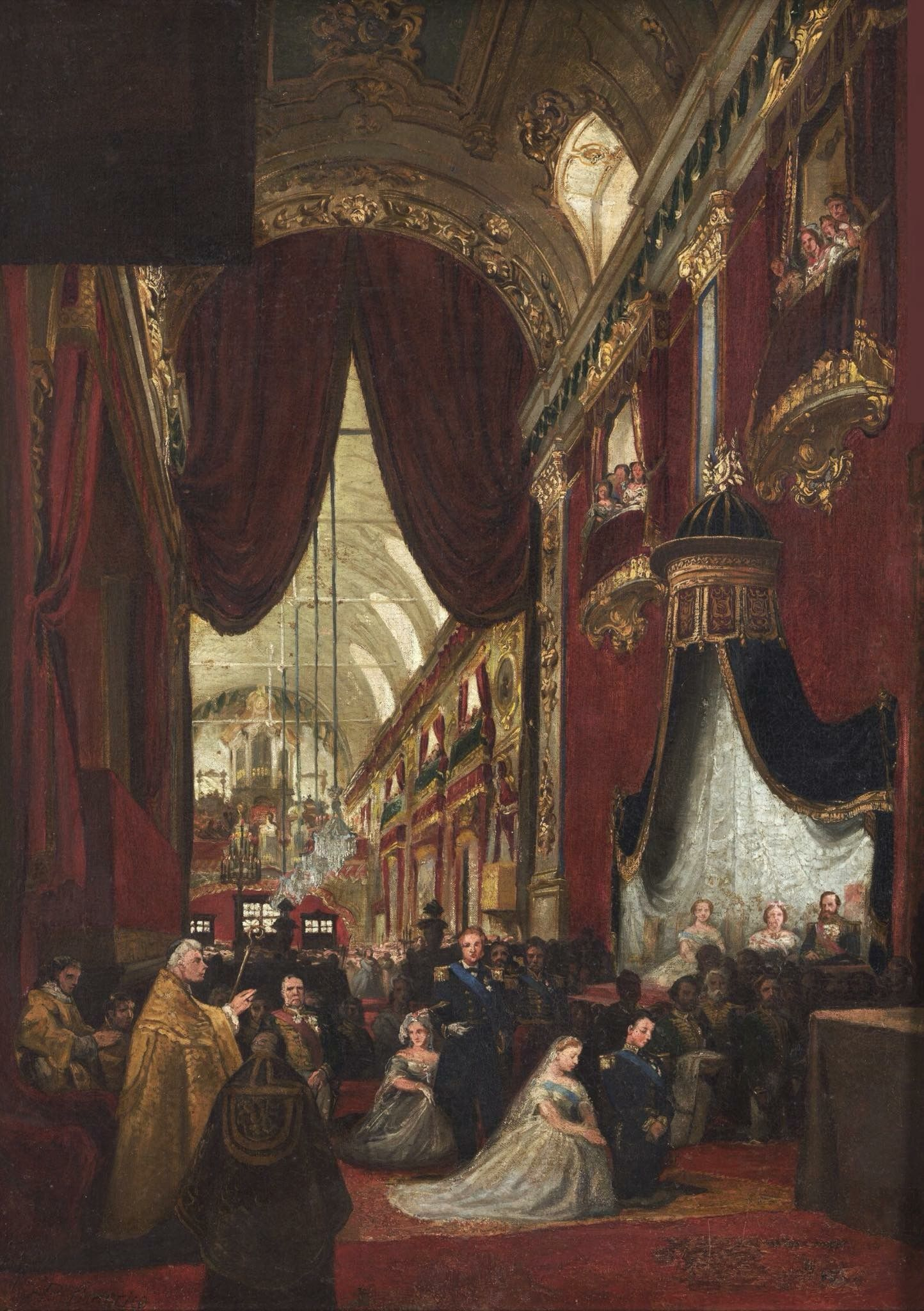
『イザベル・ド・ブラジルの結婚式』(1864) Museu Imperial 蔵
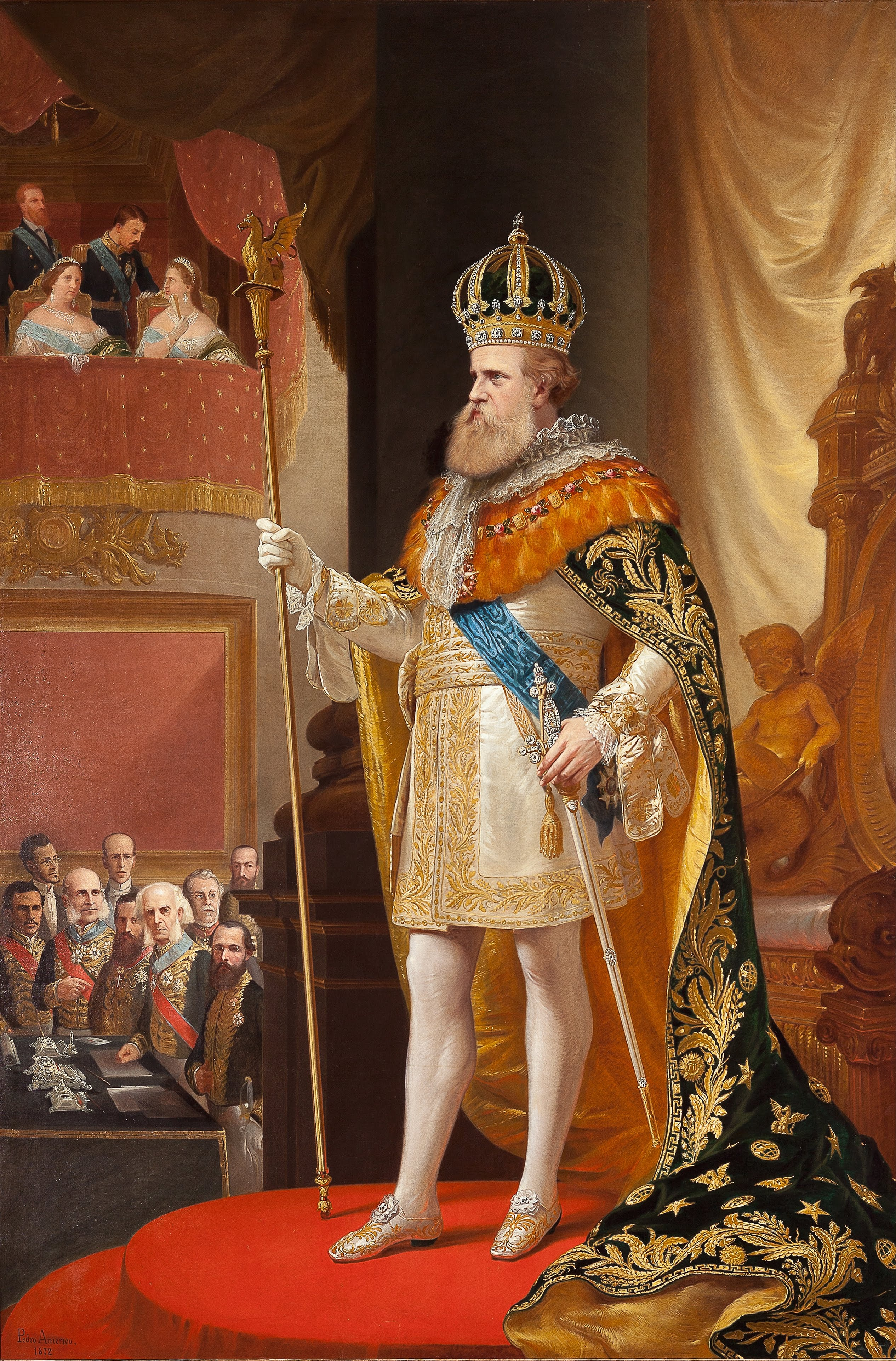
ペドロ2世 (ブラジル皇帝)(1872) Museu Imperial 蔵
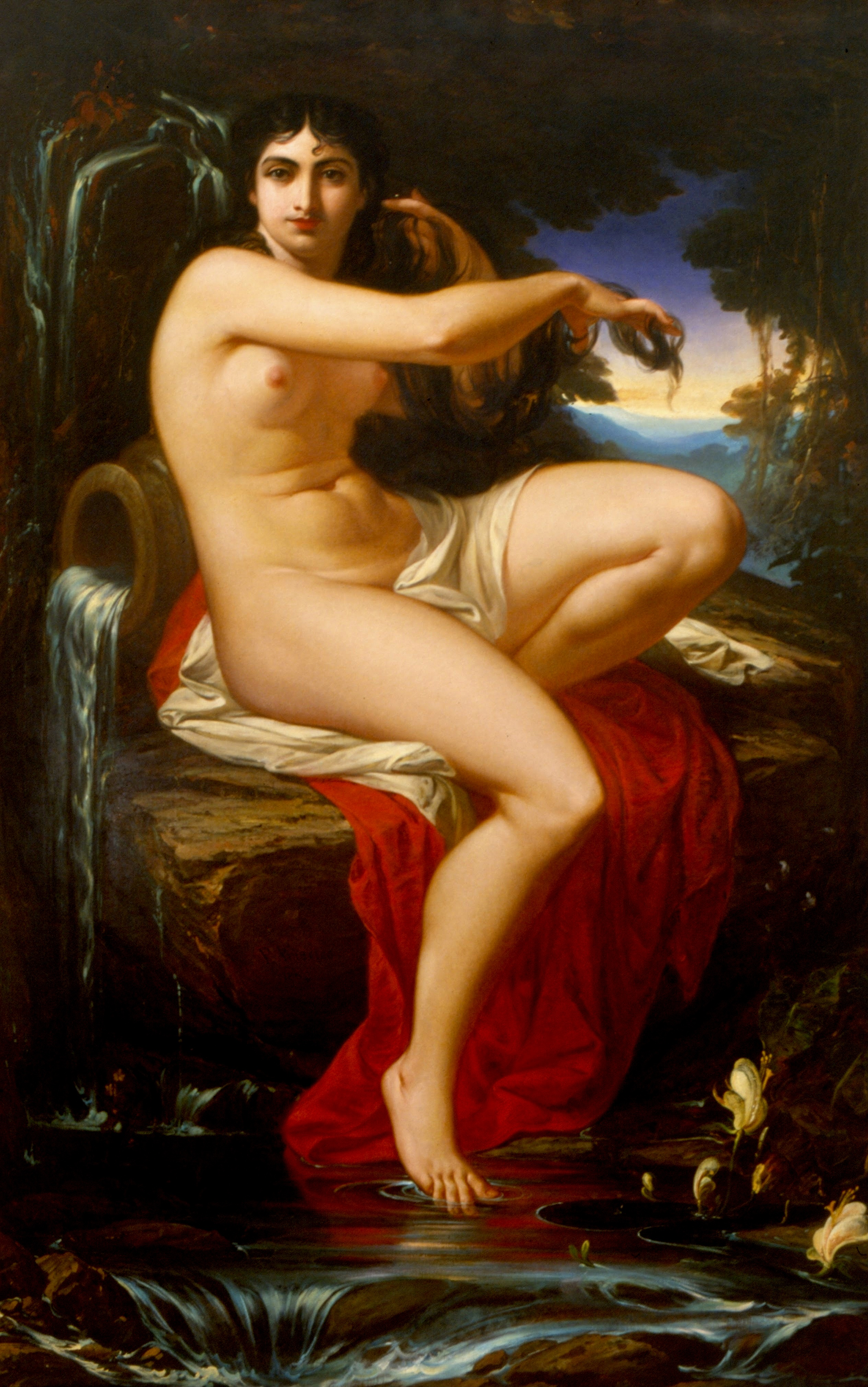
『A carioca(リオデジャネイロの女性)』(1888) ブラジル国立美術館蔵